# Epigonus oligolepis
Epigonus oligolepis és una espècie de peix pertanyent a la família dels epigònids.

## Descripció
- 7 espines i 10 radis tous a l'aleta dorsal.
- Escates grans.
- L'opercle no té cap espina.
- No hi ha dents més engrandides que altres a la símfisi del maxil·lar inferior.[5][6]

## Hàbitat
És un peix marí, mesobentònic-pelàgic i batidemersal que viu entre 380 i 660 m de fondària sobre el fons marí principalment.

## Distribució geogràfica
Es troba al golf de Mèxic i el mar Carib.

## Observacions
És inofensiu per als humans.